# Chlorodynerus schulthessianus
Chlorodynerus schulthessianus är en stekelart som först beskrevs av Kostylev 1936.  Chlorodynerus schulthessianus ingår i släktet Chlorodynerus och familjen Eumenidae. Inga underarter finns listade i Catalogue of Life.